# エミリ・ゴミス
エミリ・ゴミス（Émilie Gomis、1983年10月18日 - ）は、フランスの女子プロバスケットボール選手である。ポジションはポイントガード。トゥールーズ・メトロポール・バスケット所属。

## 来歴
2001年、タルブGBでプロデビュー。2003年、ESB ヴィルヌーヴ＝ダスクに移籍。
2006年、アメリカWNBA、ニューヨーク・リバティでプレー。
帰国後はUSヴァランシエンヌでプレーした後、2008-09シーズンはトルコのフェネルバフチェ、イタリアのナポリでプレーした。
2009年、再び帰国して古巣ヴィルヌーヴに復帰後、モンペリエ、サンタマンを経て現在はトゥールーズ所属。
フランス代表として2012年ロンドンオリンピックで銀メダルを獲得。